# L'Aquila Calcio 1927 2014-2015
Questa voce raccoglie le informazioni riguardanti la società sportiva L'Aquila Calcio 1927 nelle competizioni ufficiali della stagione 2014-2015.

## Stagione
Per L'Aquila Calcio 1927, la stagione 2014-2015 è la 1ª assoluta nella Lega Pro (la 21ª considerando la continuità con la Serie C) e la 28ª complessiva nel terzo livello del campionato di calcio italiano. Il club, inoltre, partecipa per la 10ª volta alla Coppa Italia e per la 15ª volta alla Coppa Italia Lega Pro.
In panchina viene riconfermato il tecnico Giovanni Pagliari, al terzo anno alla guida dei rossoblù, mentre a livello societario Fabio Guido Aureli prende il posto dell'ex patron Elio Gizzi nel ruolo di amministratore delegato. La squadra affronta il ritiro estivo ad Amatrice (Ri).
Il debutto stagionale avviene il 10 agosto 2014 al Tommaso Fattori contro l'AltoVicentino in una gara valevole per il primo turno della Coppa Italia; si tratta della prima volta dopo 56 anni che L'Aquila ospita in casa una partita della principale coppa nazionale. La vittoria di misura maturata ai supplementari (2-1) dà diritto ai rossoblù di giocare, nel secondo turno, un'inedita sfida contro il Bologna, il club da cui — secondo alcuni storici — gli abruzzesi ereditarono i colori sociali. L'Aquila si impone anche questa volta per 2-1 ai supplementari grazie a un gol di De Sousa. Nel terzo turno i rossoblù tornano ad affrontare in un incontro ufficiale una squadra militante in Serie A, l'Empoli, a distanza di 77 anni dall'ultima volta (sedicesimi di Coppa Italia 1937-1938 con la Juventus); la gara termina con la vittoria dei toscani per 3-0 e la conseguente eliminazione dell'Aquila dalla competizione.
L'esordio in campionato avviene il 30 agosto sul terreno amico del Fattori e termina con un pareggio a reti bianche contro il Gubbio. La settimana successiva i rossoblù cadono sul campo dell'Ascoli venendo sconfitti per 2-1.
Nelle quattro partite successive, con Prato, Pontedera, Tuttocuoio e San Marino, L'Aquila colleziona altrettanti pareggi. A causa della mancanza di vittorie, la società decide di esonerare il tecnico Giovanni Pagliari, il 30 settembre 2014, chiamando Nunzio Zavettieri, ex allenatore in seconda del Bari nella stagione 2013-2014. L'esordio in panchina del neo mister è al Bonolis, nel derby contro il Teramo; i rossoblù si impongono sui biancorossi per 1-0 non deludendo le aspettative. L'Aquila di mister Zavettieri è vittoriosa anche al Fattori, battendo la Lucchese 1-0 e tornando a vincere in casa dopo 8 mesi (l'ultima vittoria in campionato risaliva alla stagione 2013-2014 in L'Aquila-Barletta 2-0 del 23 febbraio).
Alla 9ª giornata L'Aquila è di scena al Mapei Stadium - Città del Tricolore, affrontando la Reggiana, capolista solitaria del momento; pur giocando una buona prestazione, i rossoblù rimediano solo un pari (1-1) portandosi così in 10ª posizione ma a soli quattro punti dal vertice. Nella 10ª giornata i rossoblu escono sconfitti dal Pisa con un sonoro 4-1 tra le polemiche del pubblico di casa a seguito di alcune decisioni arbitrali; il risultato punisce eccessivamente la squadra che non era stata artefice di una prestazione malvagia.
Nell'11ª giornata L'Aquila si riscatta imponendosi sulla SPAL con un secco 3-0, disputando una prestazione più che convincente. Nelle tre partite seguenti i rossoblù si impongono di misura su Carrarese, Santarcangelo e Savona conquistando la 2ª posizione, a cinque punti dall'Ascoli capolista. Con la vittoria sulla Pistoiese per 2-0, L'Aquila chiude il mese di novembre in en plein raggiungendo il record storico di cinque vittorie consecutive nei campionati professionistici fatto segnare quasi 80 anni prima, nel campionato 1937-1938.
La serie positiva di vittorie si interrompe con un pareggio in terra emiliana contro la compagine del Forlì. Nella 17ª giornata i rossoblù rimediano una sconfitta per 1-0 contro la Pro Piacenza, squadra fanalino di coda del girone, subito però riscattata dalla vittoria della giornata successiva contro il Grosseto, per 2-1, consolidando così la quarta posizione in vista della pausa natalizia. L'Aquila chiude il girone di andata con un pareggio tra le mura amiche, contro i marchigiani dell'Ancona per 1-1, arrivando al giro di boa in quinta posizione.
Il girone di ritorno si apre con la trasferta di Gubbio conclutasi con un pareggio a reti bianche. Nella 21ª giornata L'Aquila conquista una vittoria importantissima, battendo la capolista Ascoli con un secco e meritato 3-0 e portandosi a -2 punti dalla vetta.
A questo Punto qualcosa si rompe nella squadra e nelle 4 partite successive con Prato, San Marino, Teramo e Lucchese, complice forse il doppio stop con Pontedera e Tuttocuoio causa neve, arrivano 2 pareggi e altrettante sconfitte, particolarmente pesanti quelle di San Marino ,ultima in classifica per 3-2 e quella di Lucca per 3-1 con la squadra duramente contestata. L'Aquila si ritrova quindi a -12 dalla vetta e con i play-off forse irrimediabilmente compromessi.
IL 4 marzo nel recupero del 23º turno con il Pontedera, L'Aquila non va oltre il pari per 1-1 con gli avversari in 10 per oltre mezz'ora, allontanando ancora di più dai play-off la squadra rossoblù. Nelle Tre partite successive arrivano 2 sconfitte di misura in casa con Reggiana e SPAL ed una vittoria di prestigio,con un perentorio 2-0, sul campo del Pisa, risultati che relegano al 7º posto L'Aquila.
A questo punto tutto sembra irrimediabilmente compromesso, ma con un colpo di coda i Rossoblù vincono con Tuttocuoio ,nel recupero della 24ª giornata, Carrarese, Santarcangelo e Savona portandosi, dopo il recupero della 23ª giornata tra Reggiana e Pisa finito 1-1, a due punti dal 3º posto occupato dalla Reggiana forse ultimo posto utile per agguantare i play-off. Questi ultimi non vengono poi raggiunti a causa di un finale disastroso, in cui la squadra colleziona addirittura 5 sconfitte consecutive contro Pistoiese, Forlì, Pro Piacenza, Grosseto, ed Ancona, segnando un solo gol, subendone 8 e concludendo dunque il campionato con un deludente 7º posto.

## Divise e sponsor
Lo sponsor tecnico per la stagione 2014-2015 è Macron. Il main sponsor è invece la R.B.M. SpA, azienda del settore idrotermosanitario con sede a Lumezzane (BS).
| Casa | Trasferta | 3ª Divisa |

## Organigramma societario
Area direttiva
- Presidente: Corrado Chiodi
- Vice presidente: Massimo Mancini
- Amministratore delegato: Fabio Guido Aureli
- Direttore area comunicazione, marketing e ufficio stampa: Luca Bergamotto

Area organizzativa
- Responsabile area organizzativa: Giancarlo Di Crescenzo
- Team manager: Angelo Piccoli
- Segretario generale: Elianna Vaira

Area sanitaria
- Responsabile sanitario: Antonio Barrucci, Giovanni Cianca, Germano Rossini

Area tecnica
- Responsabile area tecnica: Ercole Di Nicola
- Allenatore: Nunzio Zavettieri
- Allenatore in seconda: Girolamo Mesiti
- Preparatore atletico: Francesco Bianconi, Filippo Sette
- Preparatore dei portieri: Marco Onesti

## Rosa
| N. |                   | Ruolo | Calciatore               |
| -- | ----------------- | ----- | ------------------------ |
|    | Italia (bandiera) | P     | Ivan Cacchioli           |
|    | Italia (bandiera) | P     | Pierpaolo Ursini         |
|    | Italia (bandiera) | P     | Giovanni Zandrini        |
|    | Italia (bandiera) | D     | Matteo D'Amico           |
|    | Italia (bandiera) | D     | Dennis Di Mercurio       |
|    | Italia (bandiera) | D     | Edoardo Ferrante         |
|    | Italia (bandiera) | D     | Francesco Karkalis       |
|    | Italia (bandiera) | D     | Giacomo Ligorio          |
|    | Italia (bandiera) | D     | Giordano Maccarrone      |
|    | Italia (bandiera) | D     | Ivan Pedrelli            |
|    | Italia (bandiera) | D     | Marco Pomante (capitano) |
|    | Italia (bandiera) | D     | Andrea Scrugli           |
|    | Italia (bandiera) | D     | Andrea Zaffagnini        |
|    | Italia (bandiera) | D     | Simone Rea               |
|    | Italia (bandiera) | D     | Luigi Palestini          |
|    | Italia (bandiera) | D     | Filippo Carini           |
|    | Italia (bandiera) | D     | Massimo Gotti            |
|    | Italia (bandiera) | C     | Adelio Cerbone           |
|    | Italia (bandiera) | C     | Francesco Corapi         |
|    | Italia (bandiera) | C     | Alberto De Francesco     |

| N. |                   | Ruolo | Calciatore              |
| -- | ----------------- | ----- | ----------------------- |
|    | Italia (bandiera) | C     | Lorenzo Del Pinto       |
|    | Italia (bandiera) | C     | Lucio Di Lollo          |
|    | Italia (bandiera) | C     | Manuel Mancini          |
|    | Italia (bandiera) | C     | Mario Pacilli           |
|    | Italia (bandiera) | C     | Riccardo Perpetuini     |
|    | Italia (bandiera) | C     | Samuele Spano           |
|    | Italia (bandiera) | C     | Matteo Brillanti        |
|    | Italia (bandiera) | C     | Edoardo Ludovico Pacini |
|    | Italia (bandiera) | C     | Giacomo Zappacosta      |
|    | Italia (bandiera) | C     | Marco Djuric            |
|    | Italia (bandiera) | A     | Daniele Bernasconi      |
|    | Italia (bandiera) | A     | Tommaso Ceccarelli      |
|    | Italia (bandiera) | A     | Claudio De Sousa        |
|    | Italia (bandiera) | A     | Lorenzo Di Stefano      |
|    | Italia (bandiera) | A     | Raffaele Perna          |
|    | Italia (bandiera) | A     | Salvatore Sandomenico   |
|    | Italia (bandiera) | A     | Vittorio Tateo Triarico |
|    | Italia (bandiera) | A     | Francesco Virdis        |
|    | Italia (bandiera) | A     | Cristian Massimiani     |
|    | Italia (bandiera) | A     | Maurizio Vella          |

## Calciomercato

### Sessione estiva(dall'1/7 all'31/8)
Dopo ben 127 partite ufficiali disputate in 4 anni si chiude l'era di Andrea Testa come portiere dell'Aquila; al suo posto arriva Giovanni Zandrini. In difesa viene confermato l'asse centrale composto da Marco Pomante e Andrea Zaffagnini, a cui si aggiunge Giordano Maccarrone, in prestito dal Parma, mentre Roberto Di Maio, dopo essere tornato dal prestito alla Torres, si accasa definitivamente al Rimini. Sulle fasce vengono ri-acquistati Ivan Pedrelli e Andrea Scrugli (già in rossoblù nella stagione precedente) mentre si svincola l'ex terzino Simone Dallamano; al suo posto viene acquistato Andrea Giacomini che, tuttavia, successivamente rinuncerà al trasferimento per motivi personali.
Il centrocampo viene rinforzato con gli acquisti di Alberto De Francesco e, soprattutto, Riccardo Perpetuini, entrambi provenienti dalla Lazio, mentre Francesco Agnello (anche lui tra i protagonisti dell'ultimo triennio con 80 gare ufficiali disputate) viene ceduto al Melfi. Conclusasi l'esperienza del prestito, lasciano l'Abruzzo anche Amato Ciciretti, Dario Maltese e Diego Vincenzo Vettraino. Gli innesti maggiori si concentrano sugli esterni con l'acquisto di Mario Pacilli, aquilano di nascita e svincolatosi dal Trapani, Tommaso Ceccarelli e Salvatore Sandomenico, rispettivamente in prestito dalla Lazio e dal Parma. In regia arriva invece Manuel Mancini, nel 2013-2014 nelle file della Salernitana.
In attacco vengono ceduti Francesco Ripa, capocannoniere della passata stagione in Seconda Divisione con la maglia dell'Arzanese, passato alla Juve Stabia, e — nell'ultimo giorno di mercato — Claudio De Sousa, in prestito al Como; vengono sostituiti da Raffaele Perna, in arrivo dal Como, e dal torero uruguaiano Sebastián Balsas.
| Acquisti         | Acquisti              | Acquisti          | Acquisti                                  |
| R.               | Nome                  | da                | Modalità                                  |
| ---------------- | --------------------- | ----------------- | ----------------------------------------- |
| P                | Ivan Cacchioli        | Parma             | prestito                                  |
| P                | Giovanni Zandrini     | -                 | svincolato                                |
| D                | Dennis Di Mercurio    | Termoli           | definitivo                                |
| D                | Francesco Karkalis    | Pescara           | prestito                                  |
| D                | Giordano Maccarrone   | Parma             | prestito                                  |
| D                | Ivan Pedrelli         | Ischia Isolaverde | definitivo                                |
| D                | Andrea Scrugli        | Pescara           | prestito                                  |
| C                | Alberto De Francesco  | Lazio             | definitivo                                |
| C                | Manuel Mancini        | -                 | svincolato                                |
| C                | Mario Pacilli         | -                 | svincolato                                |
| C                | Riccardo Perpetuini   | Lazio             | prestito biennale con diritto di riscatto |
| C                | Samuele Spano         | Arzachena         | definitivo                                |
| C                | Giacomo Zappacosta    | Lecce             | svincolato                                |
| A                | Sebastián Balsas      | -                 | svincolato                                |
| A                | Daniele Bernasconi    | Parma             | prestito                                  |
| A                | Tommaso Ceccarelli    | Lazio             | prestito biennale con diritto di riscatto |
| A                | Raffaele Perna        | Savona            | definitivo                                |
| A                | Salvatore Sandomenico | Parma             | definitivo                                |
| Altre operazioni |                       |                   |                                           |
| R.               | Nome                  | da                | Modalità                                  |
| P                | Pierpaolo Ursini      | Bellaria          | fine prestito                             |
| D                | Matteo D'Amico        | Sora              | fine prestito                             |
| D                | Roberto Di Maio       | Torres            | fine prestito                             |
| D                | Daniele Gizzi         | Santarcangelo     | fine prestito                             |
| D                | Giacomo Ligorio       | Teramo            | fine prestito                             |
| C                | Lucio Di Lollo        | Aprilia           | fine prestito                             |
| A                | Nicola Ciotola        | Torres            | fine prestito                             |
| A                | Lorenzo Di Stefano    | Bellaria          | fine prestito                             |
| A                | Umberto Improta       | Arzanese          | fine prestito                             |
| A                | Saveriano Infantino   | Torres            | fine prestito                             |
| A                | Francesco Ripa        | Arzanese          | fine prestito                             |

| Cessioni         | Cessioni                 | Cessioni          | Cessioni                |
| R.               | Nome                     | a                 | Modalità                |
| ---------------- | ------------------------ | ----------------- | ----------------------- |
| P                | Paride Vincenzo Addario  | -                 | svincolato              |
| P                | Andrea Testa             | -                 | rescissione consensuale |
| D                | Simone Dallamano         | -                 | svincolato              |
| D                | Riccardo De Sanctis      | -                 | svincolato              |
| D                | Roberto Di Maio          | Rimini            | definitivo              |
| D                | Daniele Gizzi            | Savona            | definitivo              |
| D                | Gianmarco Ingrosso       | Tuttocuoio        | definitivo              |
| D                | Giacomo Ligorio          | Torres            | prestito                |
| D                | Andrea Scrugli           | Pescara           | definitivo              |
| C                | Francesco Agnello        | Melfi             | definitivo              |
| C                | Andrea D'Amico           | Ischia Isolaverde | prestito                |
| C                | Marco Gallozzi           | -                 | svincolato              |
| A                | Nicola Ciotola           | Ischia Isolaverde | prestito                |
| A                | Claudio De Sousa         | Como              | prestito                |
| A                | Umberto Improta          | Vigor Lamezia     | prestito                |
| A                | Saveriano Infantino      | Torres            | definitivo              |
| A                | Piá                      | -                 | svincolato              |
| A                | Francesco Ripa           | Juve Stabia       | definitivo              |
| Altre operazioni |                          |                   |                         |
| R.               | Nome                     | a                 | Modalità                |
| D                | Filippo Di Pentima       | Vicenza           | fine prestito           |
| D                | Ivan Pedrelli            | Ischia Isolaverde | fine prestito           |
| C                | Amato Ciciretti          | Roma              | fine prestito           |
| C                | Dario Maltese            | Latina            | fine prestito           |
| C                | Augusto Marfisi          | Aprilia           | fine prestito           |
| C                | Nicolas Teggi            | Carpi             | fine prestito           |
| C                | Diego Vincenzo Vettraino | Trapani           | fine prestito           |
| A                | Daniele Abbracciante     | Parma             | fine prestito           |
| A                | Manuel Angelilli         | Reggina           | fine prestito           |
| A                | Michele Bentoglio        | Parma             | fine prestito           |
| A                | Marco Frediani           | Roma              | fine prestito           |
| A                | Alberto Libertazzi       | Novara            | fine prestito           |

### Sessione invernale(dal 5/1 al 2/2)
Nella sessione invernale di calciomercato viene rinnovato il reparto avanzato con gli acquisti del forte centravanti Francesco Vidis proveniente dal Monza e il giovane attaccante Demiro Pozzebon proveniente dall'Avellino, gli altri due reparti vengono rinforzati con gli arrivi in difesa di due ottimi giocatori come Filippo Carini dal Lecce e Massimo Gotti da Matera e a centrocampo con il giovane Marco Djuric, proveniente dal Forlì, ma di proprietà del Cesena.
In uscita il centrocampista Manuel Mancini in direzione Messina, il pari ruolo Giacomo Zappacosta direzione Catanzaro, il difensore Dennis Di Mercurio al Melfi e l'attaccante Daniele Bernasconi al Monza.
| Acquisti | Acquisti            | Acquisti    | Acquisti   |
| R.       | Nome                | da          | Modalità   |
| -------- | ------------------- | ----------- | ---------- |
| A        | Francesco Virdis    | Monza       | definitivo |
| A        | Demiro Pozzebon     | Avellino    | prestito   |
| D        | Filippo Carini      | Lecce       | definitivo |
| D        | Massimo Gotti       | Matera      | prestito   |
| C        | Marco Djuric        | Cesena      | prestito   |
| A        | Cristian Massimiani | San Cesareo | prestito   |
| A        | Maurizio Vella      | Juve Stabia | prestito   |

| Cessioni | Cessioni           | Cessioni  | Cessioni   |
| R.       | Nome               | a         | Modalità   |
| -------- | ------------------ | --------- | ---------- |
| C        | Manuel Mancini     | Messina   | prestito   |
| C        | Giacomo Zappacosta | Catanzaro | definitivo |
| D        | Dennis Di Mercurio | Melfi     | prestito   |
| A        | Sebastiàn Balsas   |           | Svincolato |
| A        | Daniele Bernasconi | Monza     | definitivo |

## Risultati

### Lega Pro

#### Girone di andata
| L'Aquila 30 agosto 2014, ore 14:30 UTC+2 1ª giornata | L'Aquila           | 0 – 0 referto | Gubbio | Stadio Tommaso Fattori (1.800 spett.)\| Arbitro: \| Illuzzi (Molfetta) \| |
| Arbitro:                                             | Illuzzi (Molfetta) |               |        |                                                                           |

| Arbitro: | Martinelli (Roma) |

|               |           |             |
| Perez 6’, 32’ | Marcatori | 88’ Pacilli |

| Arbitro: | Colarossi (Roma) |

|            |           |                    |
| Corapi 77’ | Marcatori | 83’ (rig.) Bocalon |

| Pontedera 17 settembre 2014, ore 20:45 UTC+2 4ª giornata | Pontedera                     | 0 – 0 referto | L'Aquila | Stadio Ettore Mannucci (931 spett.)\| Arbitro: \| Baldicchi (Città di Castello) \| |
| Arbitro:                                                 | Baldicchi (Città di Castello) |               |          |                                                                                    |

| Arbitro: | Strippoli (Bari) |

|           |           |             |
| Konate 3’ | Marcatori | 29’ Scrugli |

| Arbitro: | De Angeli (Abbiategrasso) |

|                   |           |             |
| G. Maccarrone 79’ | Marcatori | 62’ Poletti |

| Arbitro: | Giovani (Grosseto) |

|  |           |                 |
|  | Marcatori | 79’ Sandomenico |

| Arbitro: | Boggi (Salerno) |

|                 |           |  |
| Sandomenico 11’ | Marcatori |  |

| Arbitro: | Melidoni (Frattamaggiore) |

|              |           |                |
| Bruccini 56’ | Marcatori | 8’ Sandomenico |

| Arbitro: | Di Ruberto (Nocera Inferiore) |

|               |           |                                    |
| Del Pinto 47’ | Marcatori | 68’, 92’ Arma 44’ Morrone 83’ Iori |

| Arbitro: | Guccini (Albano Laziale) |

|  |           |                                          |
|  | Marcatori | 19’ Pacilli 24’ Sandomenico 36’ R. Perna |

| Arbitro: | Fiore (Barletta) |

|            |           |  |
| Corapi 83’ | Marcatori |  |

| Arbitro: | Colosimo (Torino) |

|  |           |                   |
|  | Marcatori | 28’ T. Ceccarelli |

| Arbitro: | Proietti (Terni) |

|                 |           |  |
| Sandomenico 41’ | Marcatori |  |

| Arbitro: | Piccinini (Forlì) |

|                                  |           |  |
| Sandomenico 7’ T. Ceccarelli 87’ | Marcatori |  |

| Arbitro: | Tardino (Milano) |

|                         |           |                              |
| F. Forte 21’ Djuric 50’ | Marcatori | 8’ Pacilli 71’ (rig.) Corapi |

| Arbitro: | Mancini (Fermo) |

|  |           |               |
|  | Marcatori | 80’ Matteassi |

| Arbitro: | Cifelli (Campobasso) |

|                      |           |                                    |
| Pichlmann 15’ (rig.) | Marcatori | 45’ (rig.) Pacilli 77’ Sandomenico |

| Arbitro: | Amoroso (Paola) |

|              |           |            |
| Pedrelli 35’ | Marcatori | 39’ Dierna |

#### Girone di ritorno
| Gubbio 11 gennaio 2015, ore 15:00 UTC+1 20ª giornata | Gubbio        | 0 – 0 referto | L'Aquila | Stadio Pietro Barbetti (1294 spett.)\| Arbitro: \| Marini (Roma) \| |
| Arbitro:                                             | Marini (Roma) |               |          |                                                                     |

| Arbitro: | Baroni (Firenze) |

|                                             |           |  |
| F. Virdis 26’ Sandomenico 35’ M. Djuric 64’ | Marcatori |  |

| Arbitro: | Dei Giudici (Latina) |

|              |           |                 |
| Fanucchi 77’ | Marcatori | 74’ Sandomenico |

| Arbitro: | Ranaldi (Tivoli) |

|             |           |              |
| Pacilli 56’ | Marcatori | 65’ J. Galli |

| Arbitro: | Balice (Termoli) |

|             |           |  |
| Scrugli 39’ | Marcatori |  |

| Arbitro: | Rossi (Rovigo) |

|                          |           |                            |
| Cuffa 51’ Sensi 60’, 88’ | Marcatori | 17’ Pozzebon 71’ Del Pinto |

| L'Aquila 22 febbraio 2015, ore 14:30 UTC+1 26ª giornata | L'Aquila       | 0 – 0 referto | Teramo | Stadio Tommaso Fattori (3183 spett.)\| Arbitro: \| Serra (Torino) \| |
| Arbitro:                                                | Serra (Torino) |               |        |                                                                      |

| Arbitro: | Formato (Benevento) |

|                       |           |             |
| F. Forte 2’, 35’, 76’ | Marcatori | 49’ Pomante |

| Arbitro: | Moreale (Roma) |

|  |           |             |
|  | Marcatori | 10’ Ruopolo |

| Arbitro: | Lacagnina (Caltanissetta) |

|  |           |                           |
|  | Marcatori | 47’ Pacilli 55’ F. Virdis |

| Arbitro: | Zanonato (Vicenza) |

|  |           |                   |
|  | Marcatori | 45’ (rig.) Zigoni |

| Arbitro: | Fiorini (Frosinone) |

|            |           |                           |
| Merini 15’ | Marcatori | 79’ F. Perna 82’ Pozzebon |

| Arbitro: | Capraro (Cassino) |

|                       |           |                 |
| Corapi 5’ Pomante 14’ | Marcatori | 51’ De Respinis |

| Arbitro: | Marinelli (Tivoli) |

|  |           |                                        |
|  | Marcatori | 15’ F. Virdis 60’ R.Perna 92’ Pozzebon |

| Arbitro: | Piscopo (Imperia) |

|                                    |           |             |
| Piscitella 8’, 75’ Falzerano 90+2’ | Marcatori | 32’ Pacilli |

| Arbitro: | Colarossi (Roma) |

|  |           |                          |
|  | Marcatori | 18’ Docente 75’ Melandri |

| Arbitro: | Illuzzi (Molfetta) |

|               |           |  |
| Matteassi 73’ | Marcatori |  |

| Arbitro: | Marini (Roma) |

|  |           |                      |
|  | Marcatori | 60’ (rig.) Pichlmann |

| Arbitro: | Robilotta (Sala Consilina) |

|                          |           |  |
| D'Orazio 4’ Bacchetti 9’ | Marcatori |  |

### Coppa Italia
| Arbitro: | Fiorini (Frosinone) |

|                             |           |               |
| R. Perna 14’ Del Pinto 105’ | Marcatori | 45’ Roveretto |

| Arbitro: | Minelli (Varese) |

|              |           |                            |
| Giannone 70’ | Marcatori | 13’ R. Perna 103’ De Sousa |

| Arbitro: | Roca (Foggia) |

|                           |           |  |
| Verdi 11’ Tavano 19’, 80’ | Marcatori |  |

### Coppa Italia Lega Pro
| Arbitro: | Viotti (Tivoli) |

|                            |           |  |
| J. Galli 78’ Cesaretti 85’ | Marcatori |  |

## Statistiche

### Statistiche di squadra
| Competizione          | Punti | In casa | In casa | In casa | In casa | In casa | In casa | In trasferta | In trasferta | In trasferta | In trasferta | In trasferta | In trasferta | Totale | Totale | Totale | Totale | Totale | Totale | DR |
| Competizione          | Punti | G       | V       | N       | P       | Gf      | Gs      | G            | V            | N            | P            | Gf           | Gs           | G      | V      | N      | P      | Gf     | Gs     | DR |
| --------------------- | ----- | ------- | ------- | ------- | ------- | ------- | ------- | ------------ | ------------ | ------------ | ------------ | ------------ | ------------ | ------ | ------ | ------ | ------ | ------ | ------ | -- |
| Lega Pro              | 54    | 19      | 7       | 7       | 6       | 16      | 15      | 19           | 7            | 7            | 6            | 24           | 21           | 38     | 14     | 12     | 12     | 40     | 36     | +4 |
| Coppa Italia          | -     | 1       | 1       | 0       | 0       | 2       | 1       | 2            | 1            | 0            | 1            | 2            | 4            | 3      | 2      | 0      | 1      | 4      | 5      | -1 |
| Coppa Italia Lega Pro | -     | 0       | 0       | 0       | 0       | 0       | 0       | 1            | 0            | 0            | 1            | 0            | 2            | 1      | 0      | 0      | 1      | 0      | 2      | -2 |
| Totale                | 54    | 20      | 8       | 7       | 6       | 18      | 16      | 22           | 8            | 7            | 8            | 26           | 27           | 42     | 16     | 12     | 14     | 44     | 43     | +1 |

### Andamento in campionato
La tabella seguente tiene conto della classifica avulsa nel calcolo della posizione in classifica.
| Giornata  | 1  | 2  | 3  | 4  | 5  | 6  | 7  | 8 | 9  | 10 | 11 | 12 | 13 | 14 | 15 | 16 | 17 | 18 | 19 | 20 | 21 | 22 | 23 | 24 | 25 | 26 | 27 | 28 | 29 | 30 | 31 | 32 | 33 | 34 | 35 | 36 | 37 | 38 |
| --------- | -- | -- | -- | -- | -- | -- | -- | - | -- | -- | -- | -- | -- | -- | -- | -- | -- | -- | -- | -- | -- | -- | -- | -- | -- | -- | -- | -- | -- | -- | -- | -- | -- | -- | -- | -- | -- | -- |
| Luogo     | C  | T  | C  | T  | T  | C  | T  | C | T  | C  | T  | C  | T  | C  | C  | T  | C  | T  | C  | T  | C  | T  | C  | C  | T  | C  | T  | C  | T  | C  | T  | C  | T  | T  | C  | T  | C  | T  |
| Risultato | N  | P  | N  | N  | N  | N  | V  | V | N  | P  | V  | V  | V  | V  | V  | N  | P  | V  | N  | N  | V  | N  | N  | V  | P  | N  | P  | P  | V  | P  | V  | V  | V  | P  | P  | P  | P  | P  |
| Posizione | 10 | 15 | 16 | 16 | 17 | 16 | 12 | 9 | 10 | 14 | 9  | 6  | 3  | 2  | 2  | 3  | 4  | 4  | 5  | 5  | 4  | 5  | 6  | 4  | 5  | 5  | 7  | 7  | 6  | 6  | 5  | 4  | 4  | 4  | 6  | 6  | 7  | 7  |

Legenda:

Luogo: C = Casa; T = Trasferta. Risultato: V = Vittoria; N = Pareggio; P = Sconfitta.

### Statistiche dei giocatori
| Giocatore       | Campionato | Campionato | Campionato  | Campionato | Coppa Italia | Coppa Italia | Coppa Italia | Coppa Italia | Coppa Italia Lega Pro | Coppa Italia Lega Pro | Coppa Italia Lega Pro | Coppa Italia Lega Pro | Totale   | Totale | Totale      | Totale     |
| Giocatore       | Presenze   | Reti       | Ammonizioni | Espulsioni | Presenze     | Reti         | Ammonizioni  | Espulsioni   | Presenze              | Reti                  | Ammonizioni           | Espulsioni            | Presenze | Reti   | Ammonizioni | Espulsioni |
| --------------- | ---------- | ---------- | ----------- | ---------- | ------------ | ------------ | ------------ | ------------ | --------------------- | --------------------- | --------------------- | --------------------- | -------- | ------ | ----------- | ---------- |
| F. Virdis       | 9          | 3          | 1           | 0          | 0            | 0            | 0            | 0            | 0                     | 0                     | 0                     | 0                     | 9        | 3      | 1           | 0          |
| M. Djuric       | 7          | 1          | 1           | 0          | 0            | 0            | 0            | 0            | 0                     | 0                     | 0                     | 0                     | 7        | 1      | 1           | 0          |
| D. Pozzebon     | 9          | 3          | 1           | 0          | 0            | 0            | 0            | 0            | 0                     | 0                     | 0                     | 0                     | 9        | 3      | 1           | 0          |
| S.A. Balsas     | 0          | 0          | 0           | 0          | 0            | 0            | 0            | 0            | 1                     | 0                     | 0                     | 0                     | 1        | 0      | 0           | 0          |
| D. Bernasconi   | 1          | 0          | 0           | 0          | 1            | 0            | 0            | 0            | 1                     | 0                     | 1                     | 0                     | 3        | 0      | 1           | 0          |
| I. Cacchioli    | 0          | 0          | 0           | 0          | 0            | 0            | 0            | 0            | 1                     | -2                    | 0                     | 0                     | 1        | -2     | 0           | 0          |
| T. Ceccarelli   | 15         | 2          | 2           | 0          | 0            | 0            | 0            | 0            | 0                     | 0                     | 0                     | 0                     | 15       | 2      | 2           | 0          |
| A. Cerbone      | 0          | 0          | 0           | 0          | 0            | 0            | 0            | 0            | 1                     | 0                     | 0                     | 0                     | 1        | 0      | 0           | 0          |
| F. Corapi       | 27         | 4          | 3           | 0          | 3            | 0            | 0            | 0            | 0                     | 0                     | 0                     | 0                     | 30       | 4      | 3           | 0          |
| M. D'Amico      | 0          | 0          | 0           | 0          | 0            | 0            | 0            | 0            | 0                     | 0                     | 0                     | 0                     | 0        | 0      | 0           | 0          |
| A. De Francesco | 13         | 0          | 2           | 0          | 2            | 0            | 0            | 0            | 1                     | 0                     | 0                     | 0                     | 16       | 0      | 2           | 0          |
| C. De Sousa     | 1          | 0          | 0           | 0          | 2            | 1            | 0            | 0            | 0                     | 0                     | 0                     | 0                     | 3        | 1      | 0           | 0          |
| L. Del Pinto    | 23         | 2          | 3           | 0          | 3            | 1            | 1            | 0            | 0                     | 0                     | 0                     | 0                     | 26       | 3      | 4           | 0          |
| L. Di Lollo     | 0          | 0          | 0           | 0          | 0            | 0            | 0            | 0            | 1                     | 0                     | 0                     | 0                     | 1        | 0      | 0           | 0          |
| D. Di Mercurio  | 5          | 0          | 0           | 0          | 1            | 0            | 0            | 0            | 1                     | 0                     | 0                     | 0                     | 7        | 0      | 0           | 0          |
| L. Di Stefano   | 0          | 0          | 0           | 0          | 0            | 0            | 0            | 0            | 1                     | 0                     | 0                     | 0                     | 1        | 0      | 0           | 0          |
| E. Ferrante     | 0          | 0          | 0           | 0          | 0            | 0            | 0            | 0            | 0                     | 0                     | 0                     | 0                     | 0        | 0      | 0           | 0          |
| F. Karkalis     | 4          | 0          | 0           | 0          | 1            | 0            | 1            | 0            | 1                     | 0                     | 0                     | 0                     | 6        | 0      | 1           | 0          |
| G. Ligorio      | 1          | 0          | 0           | 0          | 2            | 0            | 0            | 0            | 0                     | 0                     | 0                     | 0                     | 3        | 0      | 0           | 0          |
| G. Maccarrone   | 16         | 1          | 8           | 1          | 3            | 0            | 0            | 0            | 0                     | 0                     | 0                     | 0                     | 19       | 1      | 8           | 1          |
| M. Mancini      | 14         | 0          | 2           | 1          | 3            | 0            | 0            | 0            | 0                     | 0                     | 0                     | 0                     | 17       | 0      | 2           | 1          |
| M. Pacilli      | 23         | 5          | 4           | 1          | 0            | 0            | 0            | 0            | 0                     | 0                     | 0                     | 0                     | 23       | 5      | 4           | 1          |
| I. Pedrelli     | 34         | 1          | 5           | 0          | 3            | 0            | 0            | 0            | 0                     | 0                     | 0                     | 0                     | 37       | 1      | 5           | 0          |
| R. Perpetuini   | 6          | 0          | 2           | 0          | 3            | 0            | 1            | 0            | 0                     | 0                     | 0                     | 0                     | 9        | 0      | 3           | 0          |
| R. Perna        | 25         | 3          | 2           | 0          | 3            | 2            | 1            | 0            | 0                     | 0                     | 0                     | 0                     | 28       | 5      | 3           | 0          |
| M. Pomante      | 23         | 2          | 3           | 0          | 1            | 0            | 0            | 0            | 0                     | 0                     | 0                     | 0                     | 24       | 2      | 3           | 0          |
| S. Sandomenico  | 26         | 9          | 1           | 1          | 3            | 0            | 0            | 0            | 0                     | 0                     | 0                     | 0                     | 29       | 9      | 1           | 1          |
| A. Scrugli      | 21         | 2          | 4           | 0          | 0            | 0            | 0            | 0            | 0                     | 0                     | 0                     | 0                     | 21       | 2      | 4           | 0          |
| S. Spano        | 0          | 0          | 0           | 0          | 0            | 0            | 0            | 0            | 0                     | 0                     | 0                     | 0                     | 0        | 0      | 0           | 0          |
| V. Triarico     | 10         | 0          | 0           | 0          | 0            | 0            | 0            | 0            | 0                     | 0                     | 0                     | 0                     | 10       | 0      | 0           | 0          |
| P. Ursini       | 0          | 0          | 0           | 0          | 0            | 0            | 0            | 0            | 0                     | 0                     | 0                     | 0                     | 0        | 0      | 0           | 0          |
| A. Zaffagnini   | 26         | 0          | 2           | 0          | 3            | 0            | 0            | 0            | 1                     | 0                     | 0                     | 0                     | 30       | 0      | 2           | 0          |
| G. Zandrini     | 33         | -27        | 1           | 0          | 3            | -5           | 0            | 0            | 0                     | 0                     | 0                     | 0                     | 36       | -32    | 1           | 0          |
| G. Zappacosta   | 7          | 0          | 2           | 0          | 2            | 0            | 1            | 0            | 1                     | 0                     | 0                     | 0                     | 10       | 0      | 3           | 0          |
| M. Gotti        | 4          | 0          | 0           | 0          | 0            | 0            | 0            | 0            | 0                     | 0                     | 0                     | 0                     | 4        | 0      | 0           | 0          |